# 鷲尾直広
鷲尾 直広（わしお なおひろ、1972年2月10日 - ）は、日本のメカニックデザイナー。新潟県出身。東京デザイナー学院（現東京ネットウエイブ）卒業。
月刊アフタヌーン四季賞にてデビュー。2012年、星雲賞アート部門を受賞。

## 受賞歴
- 月刊アフタヌーン四季賞 佳作
- 2012年「第51回日本SF大会 Varicon2012」 星雲賞アート部門
- 2012年「ニュータイプアニメアワード2012」 メカデザイン賞 1位「モーレツ宇宙海賊」（河森正治、寺岡賢司、鈴木雅久、宮崎真一と共に）
- 2016年「ニュータイプアニメアワード2016」 メカデザイン賞 1位「機動戦士ガンダム　鉄血のオルフェンズ」（海老川兼武、形部一平、寺岡賢司、篠原保と共に）

## 作品リスト

### アニメーション
- 宇宙のステルヴィア（2003年、メカデザイン）
- 蒼穹のファフナー（2004年、メカ・プロップデザイン）
  - 蒼穹のファフナー RIGHT OF LEFT（2005年、メカ・プロップデザイン）
  - 蒼穹のファフナー HEAVEN AND EARTH（2010年、メカ・プロップデザイン）
  - 蒼穹のファフナー EXODUS（2015年、メカ・プロップデザイン）
- ザ・サード 〜蒼い瞳の少女〜（2006年、メカデザイン）
- ヒロイック・エイジ（2007年、メカデザイン）
- ヱヴァンゲリヲン新劇場版:序（2007年、メカデザイン）
- 機動戦士ガンダム00（2007年、ガンダムスローネとその周辺物デザイン）
  - 機動戦士ガンダム00 -2nd Season-（2008年、アルケーガンダムとその周辺物デザイン）
  - 劇場版 機動戦士ガンダム00 -A wakening of the Trailblazer-（2010年、メカデザイン）
- 真マジンガー 衝撃! Z編（2009年、小物デザイン）
- 神曲奏界ポリフォニカ クリムゾンS（2009年、奏世楽器、世界の種子デザイン）
- 異世界の聖機師物語（2009年、メカデザイン）
- そらのおとしもの（2009年、デザインワークス）
  - そらのおとしものf（2010年、デザインワークス）
- あそびにいくヨ!（2010年、メカデザイン）[1]
- モーレツ宇宙海賊（2012年、メカニックデザイン）
- 超速変形ジャイロゼッター（2012年、ジャイロゼッターデザイン（光岡オロチ・コングローダー・ジャイロアーク））
- アルヴ・レズル -機械仕掛けの妖精たち-（2013年、コンセプトデザイン）
- 革命機ヴァルヴレイヴ（2013年、メカニックデザイン）
- 空戦魔導士候補生の教官（2015年、武器・クリーチャーデザイン）
- 機動戦士ガンダム　鉄血のオルフェンズ（2015年、メカニックデザイン）
- GRANBLUE FANTASY The Animation（2017年、メカニックデザイン）
- ガンダムビルドダイバーズ（2018年、メカニックデザイン）
- ガンダムビルドダイバーズRe:RISE（2020年、メカニックデザイン）
- 第501統合戦闘航空団 ストライクウィッチーズ ROAD to BERLIN（2020年、ネウロイデザイン）
- ガンダムブレイカー バトローグ（2021年、メカニックデザイン）[2]
- ツンデレ悪役令嬢リーゼロッテと実況の遠藤くんと解説の小林さん（2023年、プロップデザイン）

### イラスト
- MC☆あくしず（「HADAKA軍人列伝」イラスト担当）
- 啓示空間（2005年、著：アレステア・レナルズ、表紙イラスト、登場人物及び宇宙船デザイン）
  - カズムシティ（2006年、著：アレステア・レナルズ、表紙イラスト）
  - 火星の長城（2007年、著：アレステア・レナルズ、表紙イラスト）
  - 銀河北極（2007年、著：アレステア・レナルズ、表紙イラスト）
  - 量子真空（2008年、著：アレステア・レナルズ、表紙イラスト）
- コラプシウム（2006年、著：ウィル・マッカーシイ、表紙イラスト）
- 女皇の帝国シリーズ（2007年 - 2010年、著：吉田親司、表紙イラスト、挿絵（共にメカ部分のみ））
  - 女皇の帝国外伝シリーズ（2009年、著：吉田親司、表紙イラスト、挿絵（共にメカ部分のみ））
- 女皇の聖戦シリーズ（2011年、著：吉田親司、表紙イラスト、挿絵）
- 銀河乞食軍団 黎明篇シリーズ（2009年 - 2010年、原案：野田昌宏、著：鷹見一幸、表紙イラスト、図版イラスト）
- 地球移動作戦（2009年、著：山本弘、表紙イラスト）
- 傭兵空母「天城」戦艦ビスマルク救出作戦（2009年 - 2010年、著：佐原晃、表紙イラスト、挿絵）
- 女子高生=山本五十六 リローデッドシリーズ（2010年 - 、著：志真元、表紙イラスト、挿絵（共にメカ部分のみ））
- 皇国の堕天使シリーズ（2010年 - 、著：志真元、表紙イラスト、挿絵（共にメカ部分のみ））
- 傭兵空母・天城 機動要塞大空中決戦（2010年、著：佐原晃、表紙イラスト、挿絵）
- 宇宙開発SF傑作選 ワイオミング生まれの宇宙飛行士（2010年、編：中村融、表紙イラスト）
- プランク・ダイヴ（2011年、著：グレッグ・イーガン、表紙イラスト）
- 中国分断 - 国連解体 民間軍事航空艦隊メイデンフリート（2010年、著：志真元、表紙イラスト、挿絵（共にメカ部分のみ））
- 武道館にて。（2012年、著：アレステア・レナルズ、表紙イラスト、挿絵）
- ペルセウス座流星群　ファインダーズ古書店より（2013年、著：ロバート・チャールズ・ウィルソン、表紙イラスト）
- ポケット戦艦マイティローザ（2013年、著：銅大、表紙イラスト、挿絵）
- エンダーのゲーム(2013年、著：オースン・スコット・カード、表紙イラスト)
- 凍りついた空 エウロパ2113（2014年、著：ジェフ・カールソン、表紙イラスト）
- 二次元VS日本刀展　「白いロボットと少女と太刀」
- オマル-導きの惑星- （2014年、著：ロラン ジュヌフォール ,原著： Laurent Genefort , 翻訳：平岡 敦 　表紙イラスト）
- オマル2 ー征服者たちー（2014年、著：ロラン ジュヌフォール ,原著： Laurent Genefort , 翻訳：平岡 敦 　表紙イラスト）
- 鋼鉄の黙示録（2015年、著：チャーリー・ヒューマン、表紙イラスト）
- ガンメタル・ゴースト（2015年、著：ガレス・L・パウエル 、表紙イラスト）
- 異種間通信（2016年、著：ジェニファー フェナー ウェルズ、表紙イラスト）
- 第二進化（2016年、著：Ａ・Ｇ・リドル、表紙イラスト）
- 転位宇宙 アトランティス・ジーン（2016年、著：Ａ・Ｇ・リドル, 翻訳：友廣 純  表紙イラスト）
- 人類再生戦線　上　アトランティス・ジーン２（2016年、著：Ａ・Ｇ・リドル , 翻訳：友廣 純  表紙イラスト）
- 人類再生戦線　下　アトランティス・ジーン２（2016年、著：Ａ・Ｇ・リドル , 翻訳：友廣 純  表紙イラスト）
- 機動戦士ガンダム 鉄血のオルフェンズ 　Blu-ray収納BOXイラスト
- 機動戦士ガンダム 鉄血のオルフェンズ メカニカルワークス （2017年、編集：ガンダムエース 　表紙イラスト）
- 撃ち抜かれた戦場は、そこで消えていろ -弾丸魔法とゴースト・プログラム-（2019年、著：上川景  メカデザイン）

### カードイラスト
- カードファイト!! ヴァンガード
  - オラクルガーディアン ジェミニ
  - 超次元ロボ ダイレディ
  - 満潮の水将 クセノフォン
  - 猫の魔女 クミン
  - バトルアームレプラカーン
- ガンダムトライエイジ
  - ガンダム試作1号機フルバーニアン
  - ダブルオーガンダム
  - ガンダムAGE-1 ノーマル
  - ガンダムAGE-1 タイタス
  - イージスガンダム
  - エールストライクガンダム
- ルミナスハーツS
  - リディア

### 著書
- ロボットの上手な描き方（2010年、共著：矢薙じょう、kou）

### 漫画
- STRANGE KIWI（アフタヌーン四季賞2001年冬のコンテスト佳作）
- StarCraft: Frontline Volume 1
- アーマノイド（原作：寺田憲史、HOBINO→HOBINOホームページにて連載）
- 機動戦士ガンダム00 Trinity（原作：矢立肇・富野由悠季、脚本：山根直樹、ガンダムダブルオーエース掲載）
- トロン: レガシー（コミック アース・スターにて連載、全1巻）
- 永遠の創作物（S-Fマガジン掲載）

### ゲーム
- バックガイナー（マップグラフィック）
- 無限航路（艦船デザイン）
- エンジェル戦記（日本版のプリースト・ギルド管理人・探検組合員イメージイラスト）
- Webパワードール（ローダーデザイン）
- 超速変形ジャイロゼッター
  - 光岡オロチ　ロボットデザイン
  - コングローダー・ジャイロアーク・コングローダーGX
- 超速変形ジャイロゼッター アルバロスの翼
  - コングローダー・FTO
- 禁忌のマグナ（武器デザイン）
- 新次元ゲイム ネプテューヌVII（ダークメガミデザイン）
- PROJECT X ZONE 2:BRAVE NEW WORLD（龍亀一號デザイン）
- フィギュアヘッズ エース （鍾馗）

### 画集
- 鷲尾直広 アートワークス「STRANGE　KIWI」（2009年5月発売、発刊：コトブキヤ、発売：新紀元社）
- 鷲尾直広 アートワークス「RAINBOW DROP 」（2015年3月発売、発刊：イカロス出版）

### その他
- hpi-racing（2009年、痛車販売用イメージキャラクターデザイン）
- モデリングサポートグッズ・ウェポンユニット（コトブキヤ）
- メカニカルチェーンベース（コトブキヤ）
- 2014年11月アフリカ座舞台「むぎ 〜永遠の創作物〜」　原作